# Боне (Сома)
Боне (фр. Bonnay) насеље је и општина у североисточној Француској у региону Пикардија, у департману Сома која припада префектури Амјен.
По подацима из 2011. године у општини је живело 243 становника, а густина насељености је износила 41,47 становника/km². Општина се простире на површини од 5,86 km². Налази се на средњој надморској висини од 34 метара (максималној 113 m, а минималној 31 m).

## Демографија
| 1962. | 1968. | 1975. | 1982. | 1990. | 1999. | 2011. |
| ----- | ----- | ----- | ----- | ----- | ----- | ----- |
| 192   | 222   | 206   | 202   | 215   | 251   | 243   |

График промене броја становника у току последњих година